# 西瀬戸エアリンク
西瀬戸エアリンク（にしせとエアリンク）とは、1987年（昭和62年）4月に就航した、西中国・四国と東九州の地方中枢・中核都市である広島空港・松山空港・大分空港の各空港を結ぶ三角形状の航空路線。関係地域や航空業界の期待を背負い、朝日航空により運航された。しかしながら、需要が伸び悩んだことから、航路は2年以降順次休止、運航主体も変更されるなど曲折を経て、2021年現在現存しない。

## 経緯

### 開設前
西瀬戸地域には航空路線として、昭和30〜40年代には東亜国内航空（TDA）または全日空（ANA）による航空路があったものの利用は芳しくなく、水中翼船の登場、道路環境の向上などにより、廃止された。このため、航空路の開設を望む声があった。また、1980年代には全国的にコミューター航空熱が盛り上がり、その時点で空港・飛行場が存在しなかった地域においてすら、特定の都市間を想定した需要計算等が盛んに行われていた。

### 開設後
西瀬戸エアリンクは期待をもって開設されたものの、利用実績は当初会社予測のほぼ半分で、1989年度（平成元年度）は座席利用率38％と低空飛行で、累積赤字が増加した。行政機関の出張利用等も勧奨されたが、需要拡大には程遠かった。

### 不振の原因
海上航路との競合
3路線にはほぼ並行するフェリー・旅客船航路があるが、特にまともに競合したのは広島-松山間で、この間を水中翼船は1時間余で結び、年間50万人以上を運ぶ瀬戸内海でも有数の旅客航路であった（いずれも当時）。競合は当初から予想されていたものの、旅客獲得に至らなかった。当時の広島-松山の状況を航路と比較すると次のとおり。
- 所要時間

高速艇で約1時間に対し、空路では20分と、アクセス所要時間を含めても航空路が有利なはずであった。ただ、航空機は搭乗手続きなどがあり時間的に余裕をみて空港・飛行場に着いておく必要がある。これに比べて、高速艇はギリギリの時間に飛び乗ることもできる。こうした点を考えると、速さによる差がつきにくい距離であった。
- 運航便数と運賃

航路は1日15往復と、圧倒的に便数は有利であった。運賃でも、圧倒的に航路に軍配が上がった。
- アクセス

広島空港（現在の広島西飛行場）は市内からやや距離がある。広島港（宇品港）も市街中心からはやや距離があるが、それでも飛行場よりは市内に近い。加えて、広島電鉄の路面電車などがある分、アクセスの選択肢が豊富である。
参考 広島西飛行場〜紙屋町 自動車約30分
宇品港〜JR広島駅 自動車約20分、路面電車約30分
機種選定ミス
旅客船・鉄道に比べて、飛行機は荒天に弱いのにもかかわらず、与圧装置がなく計器飛行もできないEMB110バンディランテスを採用した。その為、気流の安定した高高度の飛行が不可能となり、全区間において、低空有視界運航を余儀なくされた。その結果、居住性・就航率・運航時間に問題を抱えてしまった。
需要の掘り起こしに至らず
大分空港は大分市、別府市内から遠く、需要を掘り起こせなかった。
なお、大分-松山間については、西瀬戸エアリンクの廃止後、大分-伊予間に「スピーダー」という名称の高速艇航路も開設されたが、利用が芳しくなく、まもなく廃止された。松山市への海の玄関口にあたる松山観光港ではなく、同港の南約10kmの伊予港を発着港としたが、松山市内からのアクセスの悪さもあって、こちらも需要喚起には至らなかった。

### てん末
1991年度からは、ジャルフライトアカデミー（本社・長崎県大村市、現在は合併してエアフライトジャパン）が朝日航空の機材と人員を引き継いだ。同時に新機種としてハンドレページ ジェットストリームを導入、大分-松山を廃止、広島-長崎、広島-小松を新路線として開設した。新機種のおかげで、就航率・飛行時間の短縮・改善が図られた。
その後、航空運送事業は路線維持のため自治体の補助金を受ける関係上、ジャルフライトアカデミーからの分社独立を求められ、ジェイエアが設立された。しばらくは路線を維持していたが、2001年3月に自治体からの補助金が打ち切られたことから、採算の取れない広島西飛行場からの路線を縮小、最終的には2005年2月に、拠点を名古屋飛行場へと変更、広島西飛行場からは完全撤退し旧西瀬戸エアリンクの路線は全て消滅した。

## 使用機材
- エンブラエルEMB110バンディランテス2機 ジャルフライトアカデミー移管後間もなく姿を消した。

## 意義
- 全国初のコミューター路線

先述のとおり、当時、コミューター航空の可能性が日本各地で検討されており、各地の期待を背負っての離陸であった。
- 需要層

既設の生活路線型のコミューター航空と異なり、地方中枢・中核都市をつなき観光客・ビジネス客の取り込みを図った。
- 西瀬戸インターブロック圏形成の具体化

西瀬戸地域は、四全総（第四次全国総合開発計画）におけるインターブロック交流圏形成の整備地域として青函地域とともにあげられ、中国・四国・九州の相互交流促進の期待が寄せられた。
- 純民間資本

西武セゾングループ系列会社による運航。第三セクター方式は採らなかった。

## 残したもの
西瀬戸エアリンクは、地方都市間の新しい交通手段として、他の交通機関利用者からの転換需要を獲得できるか、又観光やビジネスなどの地域間交流の新規誘発需要を掘り起こすことが出来るかが注目された。
しかしながら、広島-松山では他の交通手段に対し優位に立てず、広島-大分、大分-松山には元々人的・経済的交流がほとんどなかったことから誘発需要も掘り起こせず失敗に終わった。当然ながら地元の甘い「期待」だけではなく、しっかりとした需要見込みがなければ成り立たないことが改めて確認された。
ただ、その後のコミューター航空動向を見れば、離島航路も含めほぼ全ての路線が自治体からの補助金で何とか維持されている状態であり、燃油費の高騰などの要因もあることから、コミューター航空を取り巻く環境は当時よりもさらに厳しくなっていることは確かである。